# Sphex atropilosus
Sphex atropilosus é uma espécie de insetos himenópteros, mais especificamente de vespas pertencente à família Sphecidae.
A autoridade científica da espécie é Kohl, tendo sido descrita no ano de 1885.
Trata-se de uma espécie presente no território português.